# راما الراشد
راما الراشد ممثلة سورية.

## عن حياتها
ابنة الفنانة سحر فوزي. شاركت في إحدى خماسيات مسلسل «صرخة روح» التي تحمل عنوان «الشقة 10» مع المخرج إياد نحاس، مسلسل «باب الحارة 6» حيث جسدت شخصية هدى الزوجة الثانية لعصام، التي سبق وأدتها نجلاء الخميري في الجزء الخامس، وشاركت ايضاً في مسلسل «طوق البنات» للمخرج محمد زهير رجب. «زنود الست 3» مع المخرج تامر إسحاق.

## أعمالها

### في المسلسلات
- دنيا
- طوق البنات
- باب الحارة
- ما وراء الوجوه
- أبواب الريح
- طاحون الشر (مسلسل)

## روابط خارجية
- راما الراشد على موقع قاعدة بيانات الأفلام العربية